# Thomas Gravesen
Thomas Gravesen (Vejle, 11 maart 1976) is een voormalig Deens voetballer.

## Clubcarrière
Gravesen speelde voor Everton, Celtic en voor Real Madrid, waarna hij nog even terugkeerde bij zijn oude club Everton alvorens zijn loopbaan te beëindigen.

## Interlandcarrière
Gravesen speelde 66 keer voor de nationale ploeg van Denemarken, en scoorde vijf keer in de periode 1998-2006. Hij maakte zijn debuut op 19 augustus 1998 in de vriendschappelijke uitwedstrijd tegen Tsjechië (1-0) in Praag, net als Niclas Jensen. Gravesen moest in dat duel na 58 minuten plaatsmaken voor Claus Thomsen.